# Frente Nacional de la República Democrática Alemana
El Frente Nacional de la República Democrática Alemana (en alemán: Nationale Front der Deutschen Demokratischen Republik o NF), que hasta 1973 se había denominado como Frente Nacional de Alemania Democrática (en alemán: Nationale Front des Demokratischen Deutschland), fue un frente popular conformado por partidos políticos y organizaciones de masas de la República Democrática Alemana que existió en el país entre 1950 y 1990. El NF estuvo dominado principalmente por el Partido Socialista Unificado de Alemania, y la coalición presentaba una única lista a las elecciones para la Volkskammer (Cámara del Pueblo).

## Historia
El Frente Nacional fue el sucesor del Bloque Democrático, que había sido fundado en 1946 en la Zona de ocupación soviética como un Frente Popular donde se agrupaban los partidos antifascistas tolerados por las autoridades soviéticas. El Frente a su vez había sido fundado el 30 de marzo de 1950. Funcionó a través del reparto de un cupo de asientos en la Cámara Popular (divididos entre los partidos del Frente y organizaciones de masas controladas por el SED), presentando posteriormente una lista única de candidatos en cada elección a la Cámara del Pueblo y sobre la base de una cuota preestablecida en lugar de a través del total de votos. Como la lista del Frente Nacional era la única que se presentaba, solía "ganar" con niveles de apoyo prácticamente unánime.
Aunque nominalmente era una coalición partidaria de amplia base, en la práctica el SED era el único partido con poder político efectivo y, al asegurarse de que militantes comunistas dominaban las listas de cada partido, era el SED esencialmente quien predeterminaba la composición de la Cámara Popular. En la práctica, los otros cuatro partidos políticos existentes en la RDA (la CDU, el LDPD, el NDPD y el DBD) aceptaban en sus estatutos el "papel dirigente" del SED y estaban legalmente prohibidos de cualquier oposición al liderazgo del SED.

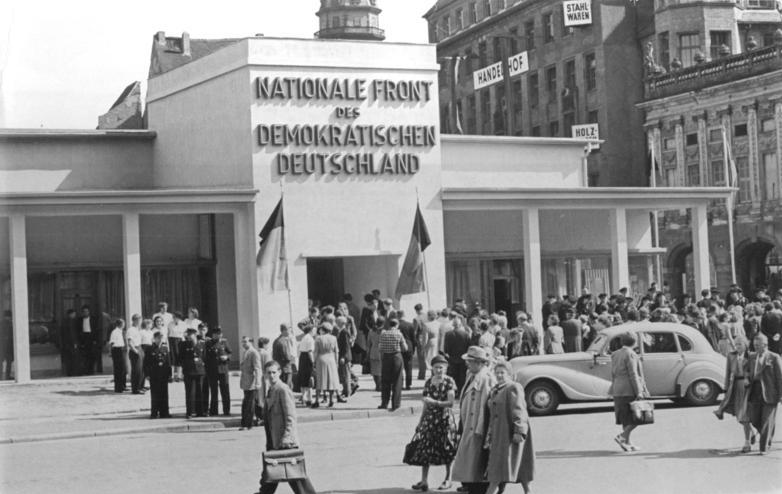
Pabellón del Frente Nacional en Leipzig, 1953.

En 1950-1951, el rechazo público de la validez de las listas por parte de algunos políticos alemanes terminó con penas de prisión por "rechazar la ley electoral de la República Democrática Alemana" (como fue el caso del "disidente" líder del LDPD, Günther Stempel). Para mediados de los años 50 los sectores más "rebeldes" de los partidos miembros de la coalición ya habían sido reducidos a la impotencia o expulsados de sus partidos. Así, las votaciones de los partidos en la Volkskammer eran de hecho unánimes, salvo por la votación de 1972 sobre la ley del aborto donde 14 miembros de la Unión Demócrata Cristiana votaron en contra y ocho se abstuvieron.
El 1 de diciembre de 1989, el Frente se quedó prácticamente impotente cuando la Volkskammer suprimió la disposición de la Constitución de la RDA que concedía al SED el monopolio del poder. Cuatro días más tarde, la Unión Cristiano Demócrata y el Partido Liberal Democrático, habiendo expulsado a sus líderes procomunistas, abandonaron la coalición. El 16 de diciembre el SED fue reformado internamente y se reconvirtió en el Partido del Socialismo Democrático, una nueva formación que se distanció profundamente de las políticas del SED y denominó a sí mismo como un partido de socialismo democrático. El 20 de febrero de 1990 una reforma de la Constitución de la Alemania oriental eliminó la mención al Frente, desapareciendo definitivamente.

## Partidos constituyentes
- Partido Socialista Unificado de Alemania (Sozialistische Einheitspartei Deutschlands, SED)
- Unión Demócrata Cristiana de Alemania (Christlich-Demokratische Union Deutschlands, CDU)
- Partido Liberal Democrático de Alemania (Liberal-Demokratische Partei Deutschlands, LDPD)
- Partido Democrático Campesino de Alemania (Demokratische Bauernpartei Deutschlands, DBD)
- Partido Nacional Democrático de Alemania (National-Demokratische Partei Deutschlands, NDPD)

## Organizaciones de masas constituyentes

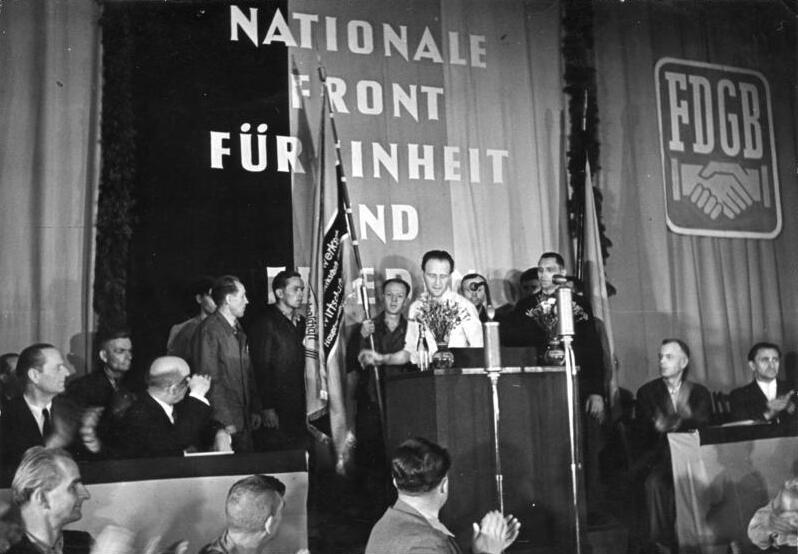
Acto del FDGB dentro del "Frente Nacional".

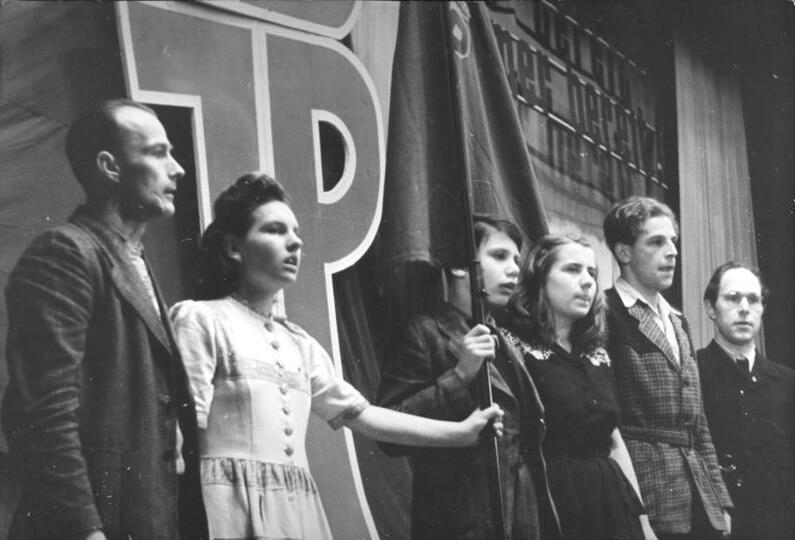
Acto de la Juventud "Pionera", 1949.

Organizaciones de masas con representación en la Volkskammer
- Federación Alemana de Sindicatos Libres (Freier Deutscher Gewerkschaftsbund, FDGB)
- Liga de Mujeres Democráticas de Alemania (Demokratischer Frauenbund Deutschlands, DFD)
- Juventud Libre Alemana (Freie Deutsche Jugend, FDJ)
- Asociación Cultural de la RDA (Deutsche Kulturbund, KB)
- Asociación de Ayuda Mutua Campesina (Vereinigung der gegenseitigen Bauernhilfe, VdgB)

Otras organizaciones y asociaciones
- Cruz Roja Alemana de la RDA (Deutsches Rotes Kreuz der DDR, DRK)
- Asociación para la Amistad Germano-Soviética (Gesellschaft für Deutsch-Sowjetische Freundschaft, DSF)
- Solidaridad Popular (Volkssolidarität, VS)
- Organización de Pioneros Ernst Thälmann (Pionierorganisation Ernst Thälmann, TP)
- Federación Gimnástica y Deportiva Alemana (Deutscher Turn- und Sportbund, DTSb)
- Asociación para el Deporte y la Tecnología (Gesellschaft für Sport und Technik, GST)
- Asociación de Escritores de la RDA (Schriftstellerverband der DDR)
- Unión de Periodistas de la RDA (Verband der Journalisten der DDR)
- Unión de los Perseguidos del Régimen Nazi (Vereinigung der Verfolgten des Naziregimes)[11]
- Domowina (Liga de Sorbios)